# Hotel Nikkō-Kanaya

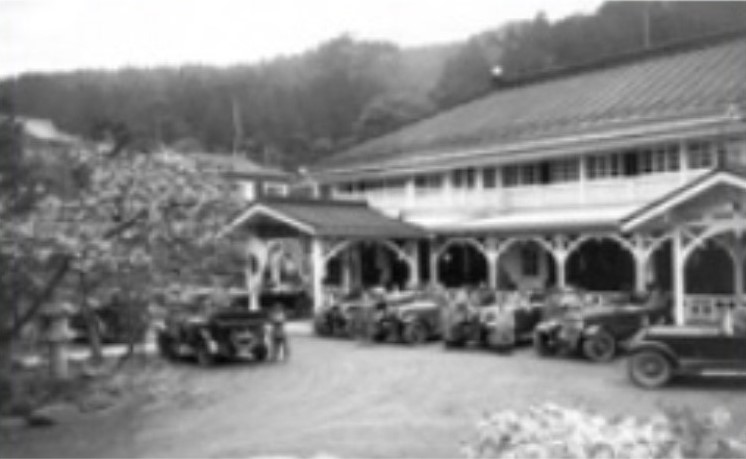
Das Hotel 1916

Das Hotel Nikkō-Kanaya (japanisch 日光金谷ホテル Nikkō Kanaya Hoteru) in Nikkō, 140 km nördlich von Tōkyō in den Bergen gelegen, gehört zu den frühen Beispielen eines auf Ausländer ausgerichteten Hotels in Japan.

## Übersicht
Kanaya Zenichirō (金谷 善一郎), der eine Unterkunft für Pilger zu den heiligen Stätten von Nikkō betrieb, nahm 1871 den Missionar und Sprachforscher Dr. James Hepburn auf. Auf dessen Vorschlag eröffnete Kanaya ein Hotel unter dem Namen „Kanaya Cottage Inn“. Das Hotel wurde unter Ausländern schnell bekannt, 1876 übernachtete der englische Botschafter Harry Smith Parkes (1828–1885) dort, 1878 die Reiseschriftstellerin Isabella Bird, 1879 der 18. Präsident der USA, Ulysses S. Grant, 1882 Samuel Gardiner, 1888 Missionar Walter Weston (1860–1940).
1893 wurde ein Neubau an der jetzigen Stelle in einem japanisch-europäischen Mischstil eröffnet. Zu den prominenten Gästen zählten 1904 Basil Hall Chamberlain und Erwin Bälz, 1905 Frank Lloyd Wright, Arthur, Herzog von Connaught, 1908 Robert Koch mit seiner Frau, 1910 der japanische Schriftsteller Natsume Soseki, 1921 Albert Einstein, 1926 Paul Claudel, 1931 Charles Lindbergh mit seiner Frau Anne, 1937 Helen Keller und Anne Sullivan.
Ab 1945 wurde das Hotel von der amerikanischen Besatzungsmacht genutzt, bis es dann 1952 wieder allgemein zugänglich wurde. 1957 übernachtete Indira Gandhi dort, 1965 der russische Schriftsteller Michail Scholochow, 1971 Shirley MacLaine, 1972 Jack Nicklaus, 1983 Prinzessin Anne.
2005 wurden das Hauptgebäude, der neue Flügel und der Annex als Kulturschatz registriert, 2007 als Heritage of Industrial Modernization: Bereits 1908 ließ das Hotel von der Firma Siemens einen Generator zur Stromerzeugung an einem kleinen Wasserfall in der Nähe des Hotels aufstellen.

## Bilder

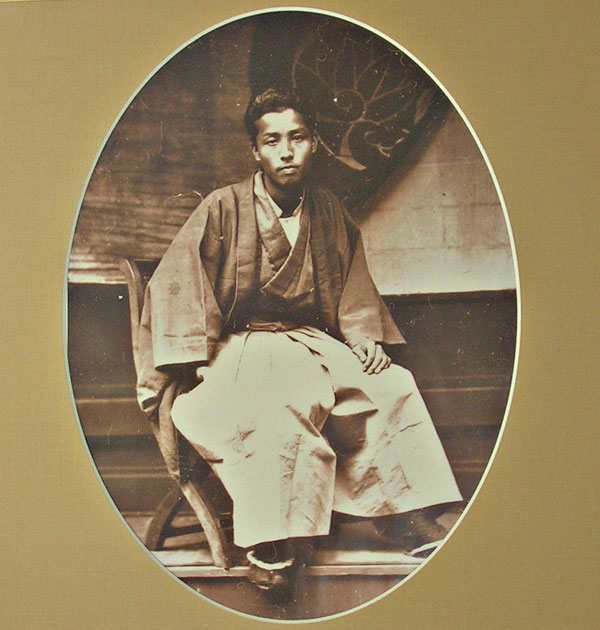
Kanaya Zenichirō
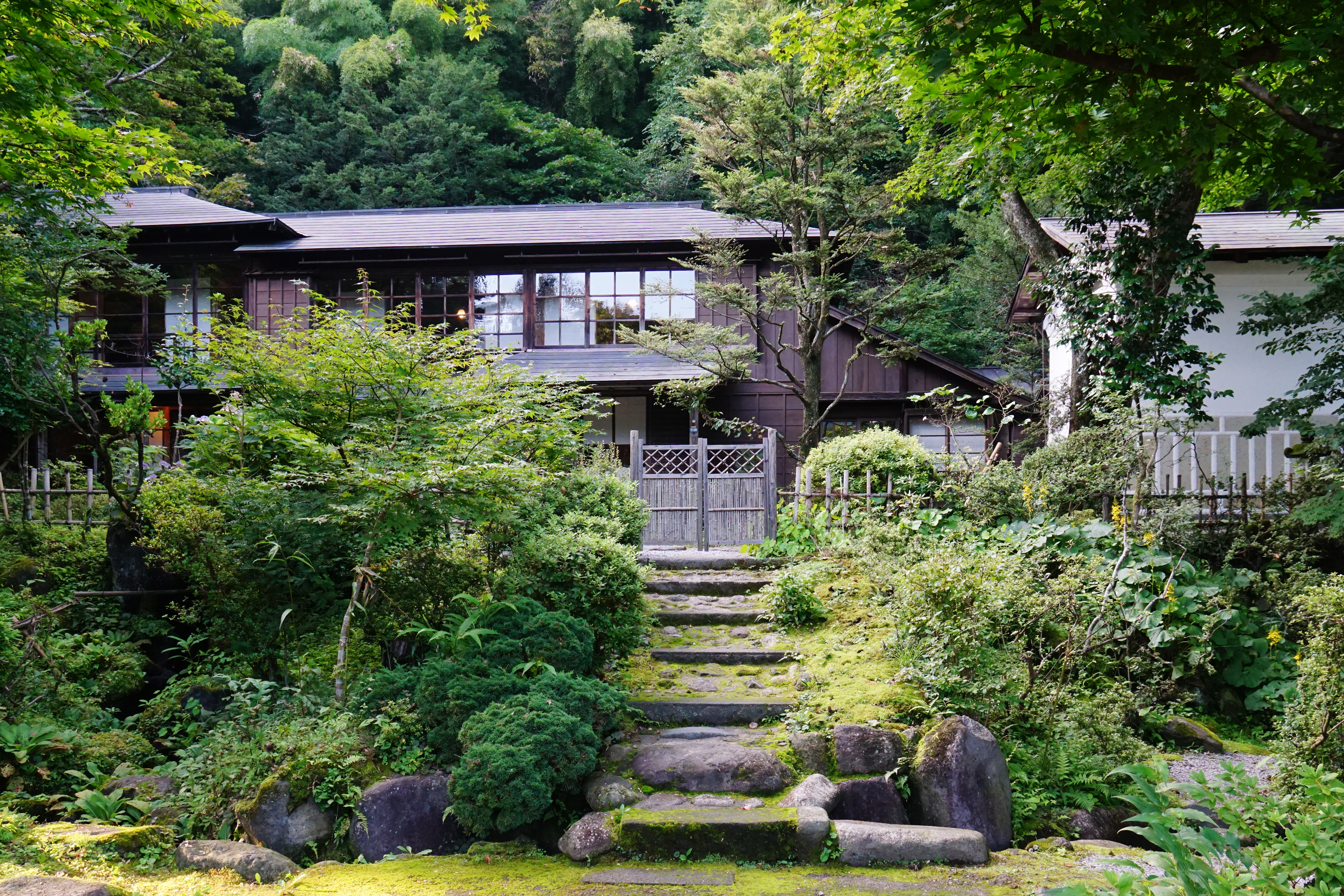
Erstes Gebäude, jetzt Museum
Das alte Hotel, um 1890
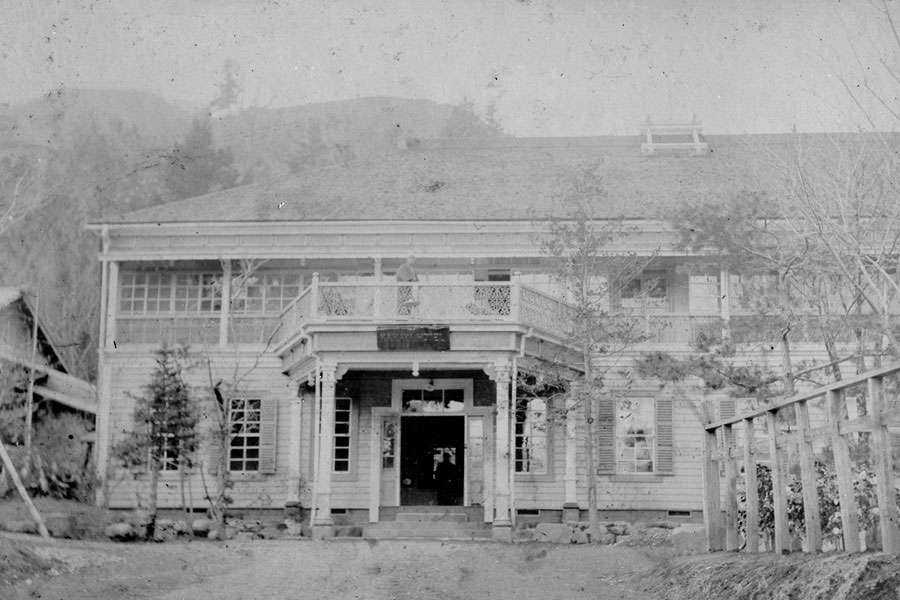
Das alte Hotel, um 1890
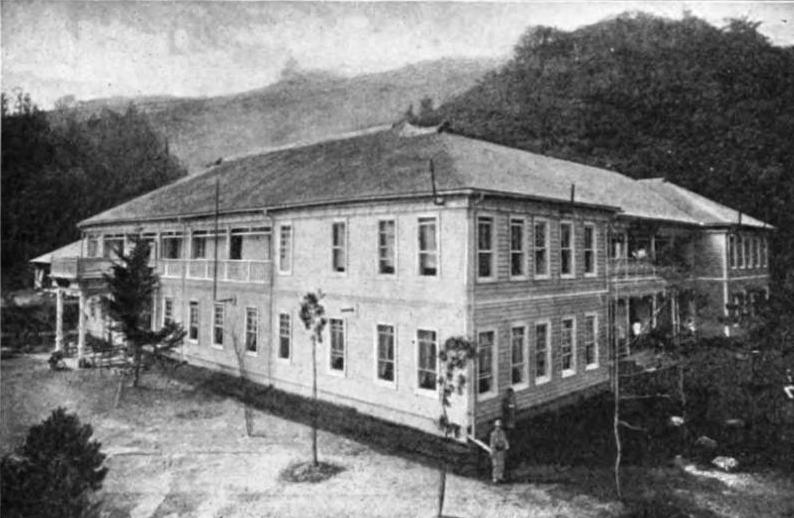
Das alte Hotel, um 1890
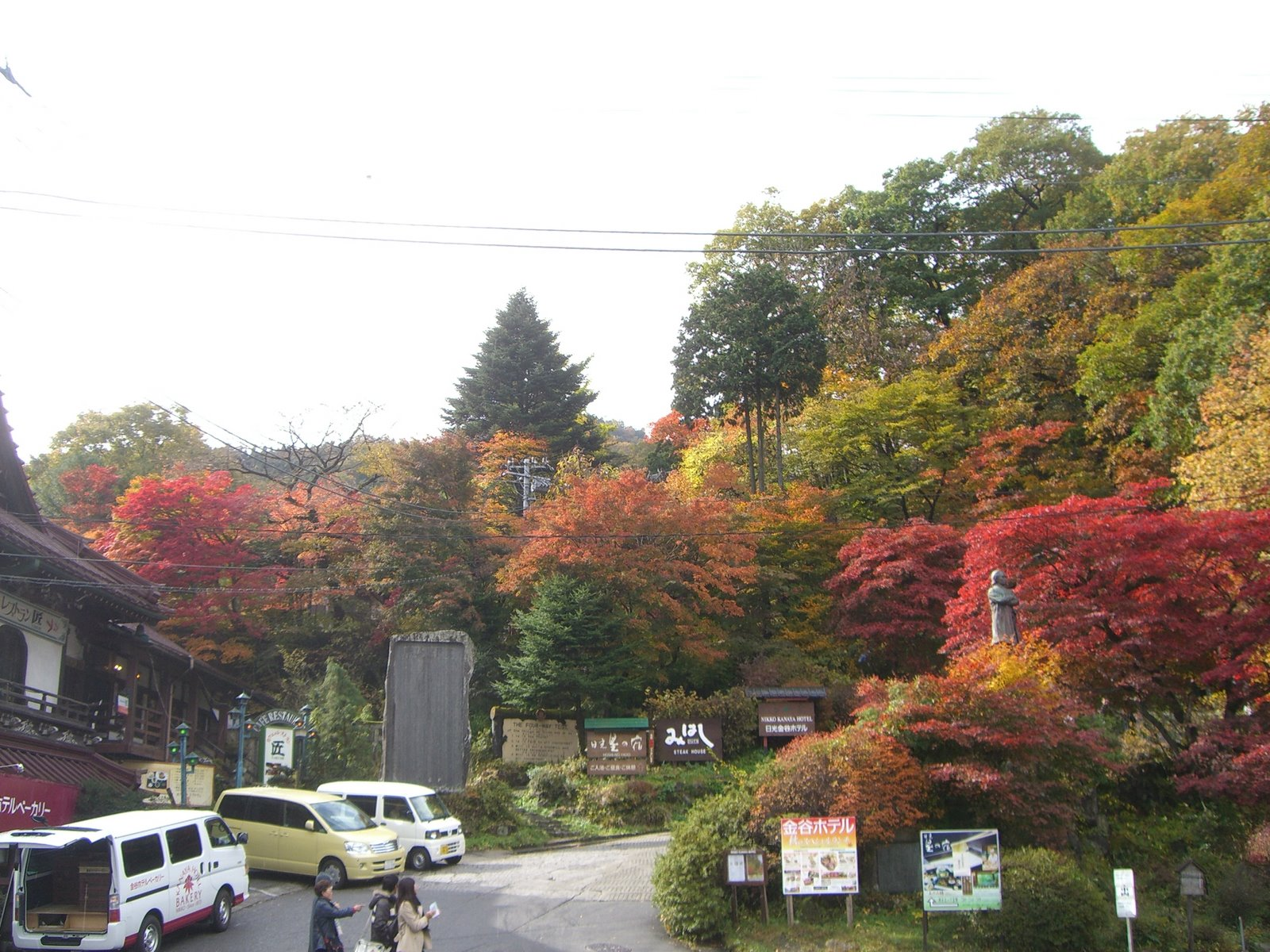
Auffahrt zum Hotel